# Foxilandia

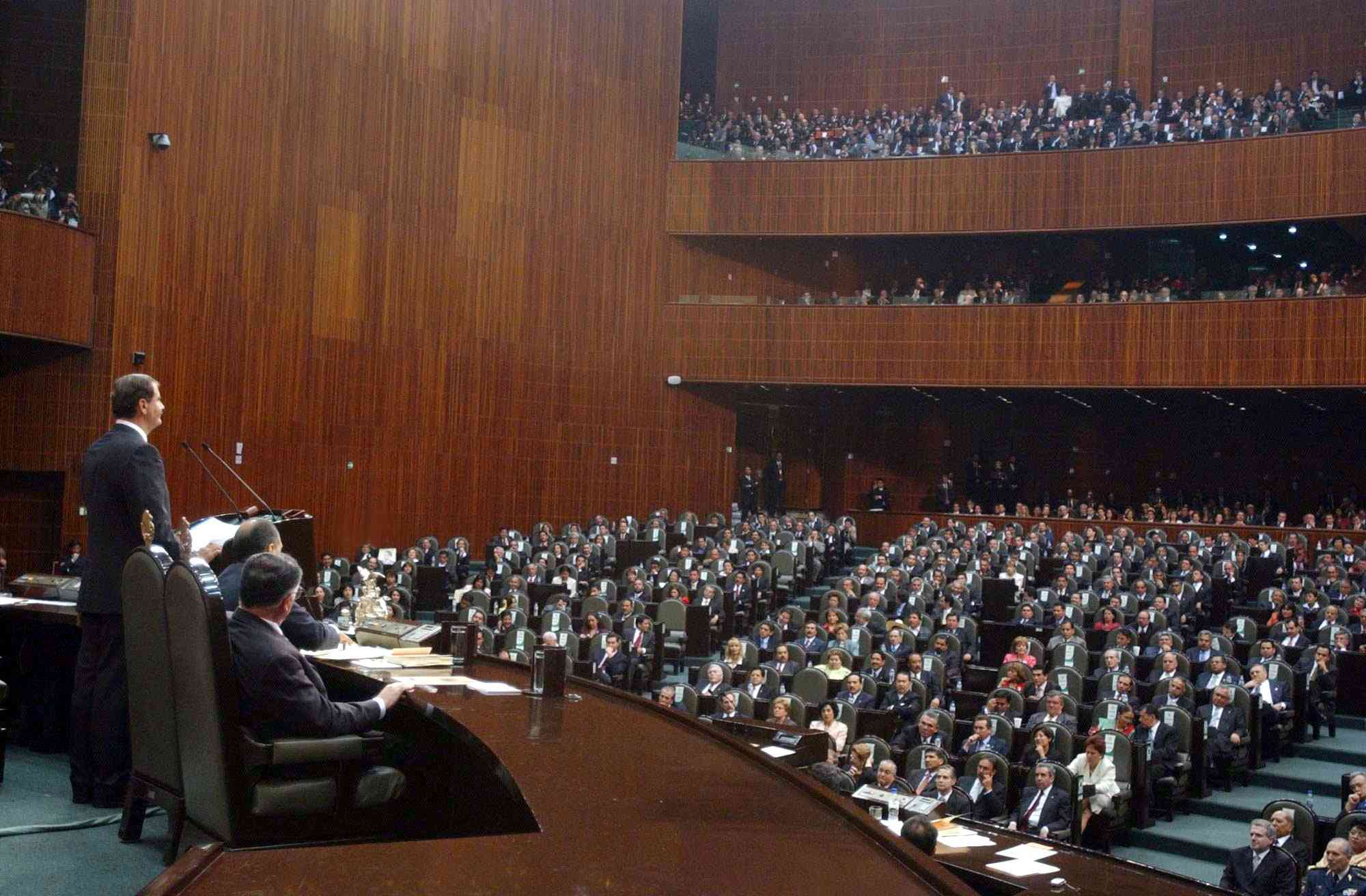
Vicente Fox davanti al Congresso messicano.

Foxilandia è un termine usato comunemente nella cultura politica messicana per riferirsi al periodo di governo del presidente conservatore Vicente Fox Quesada (2000-2006). Questo termine è stato usato per la prima volta nel novembre del 2004, quando il presidente Fox arrivò al Congresso messicano per fare il suo discorso annuale. I deputati delle opposizioni, estremamente arrabbiati, denominarono "Foxilandia" il paese "fantastico" descritto dal presidente Fox.
Foxilandia è inoltre il titolo di un certo numero di documentari politici come "Aventuras en Foxilandia" di Carlos Mendoza, "Un mundo maravilloso" di Luis Estrada e "Foxilandia" di Luis Mandoki.